# Stand Up – Minha Vida É uma Piada
 Stand Up – Minha Vida é Uma Piada é um filme brasileiro roteirizado por Guilherme Avzaradel e dirigido por Miguel Rodrigues, e estrelado por Marco Luque e Fábio Rabin.  Teve sua estreia em 23 de novembro de 2023 nos cinemas brasileiros.

## Sinopse
A trama acompanha a história de João, interpretado por Fábio Rabin, um acupunturista que sonha em se tornar um comediante de sucesso. No entanto, ele vê seus planos desmoronarem quando Gérson, um humorista em decadência interpretado por Marco Luque, rouba sua piada mais brilhante e alcança a fama desejada por João. Revoltado, João decide fazer justiça com as próprias mãos e acaba planejando acabar com a vida de Gérson. 

## Elenco
- Marco Luque
- Fábio Rabin
- Carol Castro
- Mika Guluzian
- Lorena Queiroz
- Enrico Queiroz
- Werner Schünemann
- Ceará
- Fafy Siqueira